# Взгляд на христианский эзотеризм
«Взгляд на христианский эзотеризм» (фр. Aperçus sur l’ésotérisme chrétien) — изданная посмертно книга французского философа Рене Генона о тайных доктринах христианского учения (1954; английский перевод англ. «Insights into Christian Esoterism», 2001).
Первая часть книги «Взгляд на христианский эзотеризм» рассматривает роль священных языков и принципов инициации в христианской традиции. Вторая часть посвящена таким темам христианского эзотеризма, как «святой Грааль», «священное сердце Иисуса». Там же детально рассматривается творчество Данте Алигьери в контексте эзотеризма. Книгу завершает исследование жизни святого Бернара.

## Христианский эзотеризм иКаббала
Добавление к тетраграмме (четыре буквы, составляющие Имя Божие: J-H-V-H) пятой буквы, 'шин', дает имя Иисуса (J-H-Sh-V-H), или пентаграмму. См. также «Христианская каббала».